# Ŧ
Cette page contient des caractères spéciaux ou non latins. S’ils s’affichent mal (▯, ?, etc.), consultez la page d’aide Unicode.
Ne doit pas être confondu avec T barré obliquement.
Le T barré, ou T rayé, Ŧ (minuscule : ŧ) est une lettre de l’alphabet latin utilisée dans plusieurs langues sames, le balante au Sénégal, ou le walapai aux États-Unis.

## Utilisation
En same et balante, la lettre Ŧ (T barrée) indique la consonne fricative dentale sourde notée [θ] dans l’alphabet phonétique international (API). C'est l'une des moins employées aujourd'hui parmi les lettres préservées comme symboles de la langue same.

## Linguistique
Le Ŧ est une consonne fricative dentale sourde qui dispose d'un son consonantique assez peu fréquent dans les langues parlées.

## Représentations informatiques
Cette lettre possède les représentations Unicode suivantes :
| formes    | représentations | chaînes de caractères | points de code | descriptions                    |
| --------- | --------------- | --------------------- | -------------- | ------------------------------- |
| majuscule | Ŧ               | Ŧ                     | U+0166         | lettre majuscule latine t barré |
| minuscule | ŧ               | ŧ                     | U+0167         | lettre minuscule latine t barré |